# Dacus seguyi
Dacus seguyi är en tvåvingeart som först beskrevs av Munro 1984.  Dacus seguyi ingår i släktet Dacus och familjen borrflugor.
Artens utbredningsområde är Kamerun. Inga underarter finns listade i Catalogue of Life.